# Tyler Roberts (cầu thủ bóng đá, sinh 2003)
Tyler Ashley Roberts (sinh ngày 4 tháng 11 năm 2003) là một cầu thủ bóng đá chuyên nghiệp hiện đang thi đấu cho câu lạc bộ Doncaster Rovers theo dạng cho mượn từ Wolverhampton Wanderers. Sinh ra tại Walsall, Anh và là người có gốc Jamaica, Roberts chọn thi đấu cho đội tuyển bóng đá quốc gia Jamaica.